# Black Arts Lead to Everlasting Sins
Black Arts Lead to Everlasting Sins – czwarta z kolei pozycja w dyskografii greckiego zespołu blackmetalowego Varathron, wydana w 1992 roku jako split z zespołem Necromantia na płycie gramofonowej. Unisound Records

## Lista utworów
Opracowano na podstawie materiału źródłowego.
Necromantia
1. "Lord of the Abyss" – 7:50
2. "The Feat of Ghouls" – 5:34
3. "Evil Prayers" – 5:44
4. "Lycanthropia" – 1:44
5. "De Magia Veterum" – 10:04 (utwór dodatkowy)

Varathron
1. "The Cult of the Aragon" – 2:27
2. "The Tressrising of Nyarlathotep" – 7:15
3. "La Reine Noir" – 6:09
4. "Outro" – 0:49
5. "Aescent of a Prophetic Vision" - 3:29 (utwór dodatkowy)
6. "Genesis of Apocryphal Desires" - 3:10 (utwór dodatkowy)